# لا تجعلني آخر من يعلم
«لا تجعلني آخر من يعلم» أو «دونت ليت مي بي ذا لاست تو نو» (بالإنجليزية: Don't Let Me Be the Last to Know) هي أغنية للمغنية الأمريكية بريتني سبيرز، من ألبومها الثاني «أوبس!... اي ديد ات اقين». صدرت كالأغنية المنفردة الرابعة والأخيرة من الألبوم بتاريخ 15 يناير، 2001 بواسطة تسجيلات جايف
بعد أن سجلت سبيرز الأغنية، وصفتها بأنها من أغانيها المفضلة في الألبوم وعادت وقالت بأنها أغنيتها المفضلة في عام 2013. تتكلم الأغنية التي هي من طابع أغاني بوب المراهقين عن المرأة التي تريد من حبيبها أن يقول بأنه يحبها.
«دونت ليت مي بي ذا لاست تو نو» استقبلت نقداً ايجابياً، لكونها خارجة عن نمط باقي أغاني الألبوم. وأشاد النقاد بصوت سبيرز في الأغنية، وقارنوها بصوت ستيفي ووندر. وأخذت الأغنية نجاحاً معتدلاً وكانت #1 في رومانيا، ودخلت قوائم توب 10 في النمسا، أوروبا وسويسرا. ووصلت إلى قوائم توب 20 في عدة دول أوروبية.
بالنسبة للفيديو، تظهر سبيرز في مشاهد حب مع حبيبها الذي يلعب دوره عارض أزياء فرنسي. حبيب سبيرز الحقيقي في ذلك الوقت جاستن تيمبرلك، انزعج من مشاهد القبلات في الفيديو. ولكن صنفت أم سبيرز «لين» الفيديو بالمفعم بالحياة لاحتوائه على محتوى جنسي. تم تعديل مقاطع من الفيديو قبل طرحه بالنسخة المتوفرة بتاريخ 2 مارس، 2001. ترشحت الأغنية لجوائز اختيار أطفال نيكيلوديون في عام 2002 كأفضل أغنية.